# 19. ceremonia wręczenia nagród Brytyjskiej Akademii Filmowej
19. ceremonia rozdania nagród Brytyjskiej Akademii Sztuk Filmowych i Telewizyjnych.
 Najwięcej statuetek otrzymał film Darling (4).

## Laureaci
Laureaci oznaczeni są wytłuszczeniem

### Najlepszy film
- My Fair Lady
- Hamlet
- Grek Zorba
- Wzgórze
- Sposób na kobiety

### Najlepszy aktor
- Lee Marvin − Kasia Ballou i Zabójcy
- Anthony Quinn − Grek Zorba
- Jack Lemmon − Zamieńmy się mężami
- Jack Lemmon − Jak zamordować własną żonę
- Oskar Werner − Statek szaleńców
- Innokientij Smoktunowski − Hamlet

### Najlepszy brytyjski aktor
- Dirk Bogarde − Darling
- Harry Andrews − Wzgórze
- Michael Caine − Teczka Ipcress
- Rex Harrison − My Fair Lady

### Najlepsza aktorka
- Patricia Neal − Wojna o ocean
- Lila Kedrova − Grek Zorba
- Simone Signoret − Statek szaleńców

### Najlepsza brytyjska aktorka
- Julie Christie − Darling
- Julie Andrews − Amerykanizacja Emily
- Maggie Smith − Młody Cassidy
- Julie Andrews − Dźwięki muzyki
- Rita Tushingham − Sposób na kobiety

### Najlepszy brytyjski scenariusz
- Frederic Raphael − Darling

### Najlepszy brytyjski film
- Teczka Ipcress
- Darling
- Wzgórze
- Sposób na kobiety